# Metalodevita
La metalodèvita és un mineral de la classe dels fosfats, que pertany al grup de la meta-autunita. Anomenat així l'any 1972 per Henri Agrinier, Francis Chantret, Jacques Geffroy, Bernard Hery, Bernard Bachet, i Helene Vachey per la seva localitat tipus a Lodeva, (Occitània) i el prefix «meta» que indica el nivell d'hidratació.

## Classificació
Segons la classificació de Nickel-Strunz, la metalodèvita pertany a «08.ED: Uranil fosfats i arsenats sense classificar» juntament amb els següents minerals: asselbornita, moreauïta, šreinita i kamitugaïta.

## Característiques
La metalodèvita és un fosfat de fórmula química Zn(UO₂)₂(AsO₄)₂·10H₂O. Cristal·litza en el sistema tetragonal. La seva duresa a l'escala de Mohs és 2 a 3.

## Formació i jaciments
S'ha observat associada a betum a la seva localitat tipus. Ha estat descrita a França, als Estats Units i a la República Txeca.